# تدافع استعراض الحب

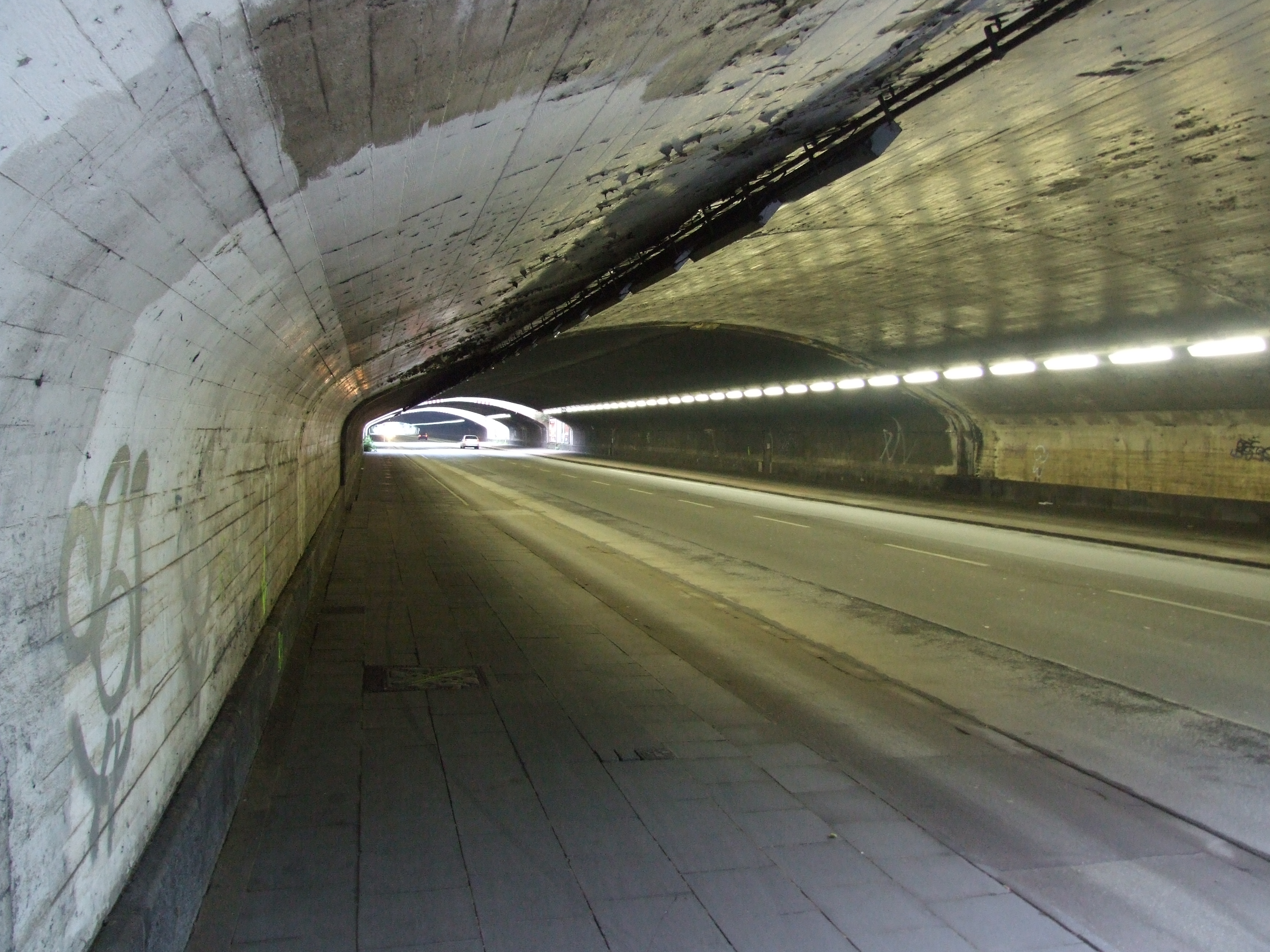
صورة للنفق التي وقعت فيه الأحداث

حدث اندفاع استعراض الحب في يوم 24 يوليو، 2010، حيث قتل 19 شخصًا أثناء اندفاع لأشخاص في دويسبورغ، شمال الراين - وستفاليا في ألمانيا. حدث هذا في أثناء استعراض الحب الموسيقى الإلكتروني. وعلى الأقل أصيب في هذه الحادثة 342 شخصًا. وقد وقع التدافع في نفق يقع بقرب الساحة التي كان من المقرر أن يقام فيها الاستعراض. ولم يعرف سبب حدوث التدافع وحالة الذعر التي أصابت المشاركين في الاستعراض.